# Joachim Hering
Joachim Hering (* 6. März 1931 in Zeitz) ist ein deutscher Maler, Grafiker und Bildhauer.

## Leben und Werk
Hering absolvierte nach der Mittleren Reife in Zeitz von 1947 bis 1952 eine Lehre als Möbeltischler. Von 1952 bis 1957 studiert er bei Erich Fraaß, Paul Michaelis und Max Erich Nicola an der Hochschule für Bildende Künste Dresden Malerei und Grafik. Für seine Diplom schuf er das Tafelbild Junge Wölfe. Seit 1957 ist Hering freischaffend in Zeitz tätig. Er war bis 1990 Mitglied des  Verbands Bildender Künstler der DDR. Entsprechend dem Aufruf der SED „Künstler in die Betriebe“ arbeitete er in der DDR künstlerisch mit Beschäftigten in Großbetrieben, u. a. im Braunkohlenwerk Profen. Auch in Zeitz war er viele Jahre als Kunsterzieher ehrenamtlich tätig. Einer seiner Schüler war Manfred Zoller. Hering gründete die Abteilung Bildende Kunst an der Zeitzer Musikschule, war Mitbegründer der „Kleinen Galerie Zeitz“ des Kulturbundes und 1989 bis 2014 Gründungsmitglied des Kuratoriums für Kultur und Sport der Sparkasse Burgenlandkreis.
Das Werk Herings umfasst Zeichnungen, Gemälde, Druckgrafiken, Keramiken und Plastiken. Acht von Hering geschaffene Plastiken sowie einige farbige Wandfriese prägen das Stadtbild von Zeitz. Die Leitung des Museums Schloss Moritzburg beauftragte ihn 1959 mit der Nachbildung des Epitaphs für Julius von Pflug nach dem Vorbild im Chor des Zeitzer Doms St. Peter und Paul.
Das Museum erwarb auch einige Bilder, Druckgrafiken, Zeichnungen und eine keramische Kleinplastik.

## Ehrungen
- 1986: Johannes-R.-Becher-Medaille
- 2020: Bundesverdienstkreuz am Bande
- 2021: Ehrenbürgerschaft der Stadt Zeitz[3]

## Werke (Auswahl)

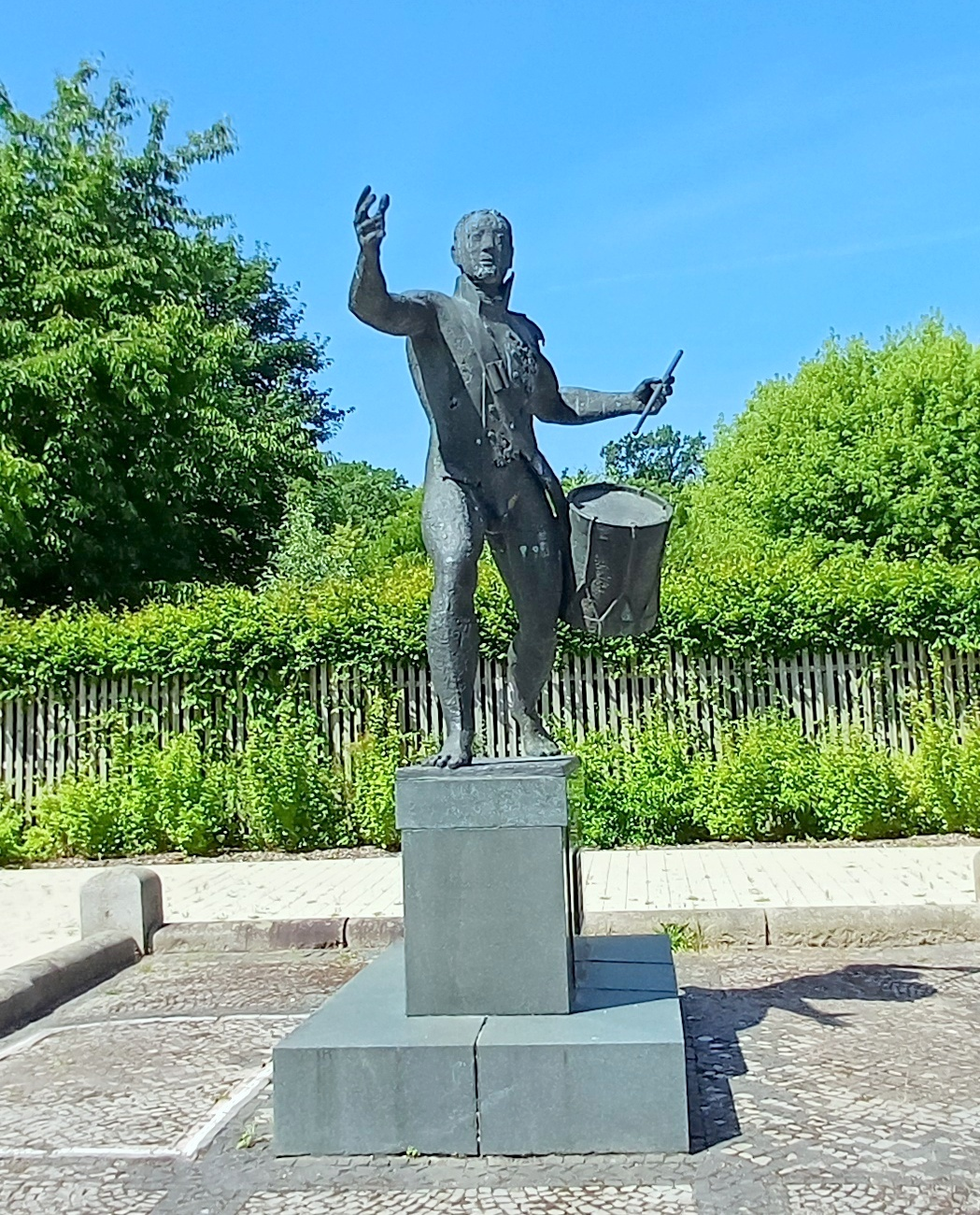
Skulptur Der Trommler in Zeitz

### Plastiken im öffentliche Raum von Zeitz
- Mutter mit Kind (Bronze)[4]
- Spielende Pferde (Bronze, 1991)[5]
- Der Trommler (Bronze, 1992; Neuinterpretation des Denkmals von Walther Schmarje)[6]

### Malerei und Grafik
- Zeitz und seine Industrie (Grafikfolge, 1971; ausgestellt 1972/1973 auf der VII. Deutschen Kunstausstellung)[7]
- Angreifender Wolf (Linolschnitt, 1971)[8]
- Industrielandschaft mit Schwemmreitern (Radierung, 1976; ausgestellt 1977/1978 auf der VIII. Deutschen Kunstausstellung)[9]
- Clownesse mit Löwenmaske und zwei Löwinnen (Tafelbild, Acryl, 1995; im Bestand des Museums Schloss Moritzburg, Zeitz)[10]
- Sitzender Mann am Strand (Tafelbild, Acryl)[10]
- Asiatischer Elefant (Gouache, 2014)[11]

## Ausstellungen

### Einzelausstellungen
- 1965: Dresden, Leonhardi-Museum (mit Alfred Brosig, Elfriede Schade und Siegfried Schade)

- 2011: Halle/Saale Museum Schloss Moritzburg (Malerei, Grafik, Plastik)

- 2011: Halle/Saale, Galerie Nord (Malerei, Grafik, Plastik)

### Ausstellungsbeteiligungen
- 1972/1973, 1977/1978 und 1987/1988: Dresden, Kunstausstellungen der DDR

- 1974 und 1979: Halle, Bezirkskunstausstellungen

- 1977: Leipzig („Kunst und Sport“)

- 1988: Burgk/Saale, Staatliches Museum Schloss Burgk, Neue Galerie („Druckgraphik aus Halle“)

- 1989: Berlin u. a. („100 ausgewählte Grafiken“)

- 2008/2009: Zeitz, Schloss Moritzburg („5. Triennale Kunstausstellung Sachsen-Anhalt Süd“)